# 天主教聖母聖心修女會
天主教聖母聖心修女會是一個在1911年創立於南滿洲，現今總部位在臺灣臺中市北區的天主教修女組織。

## 歷史

### 中國大陸時期
在義和團運動及隨之而來的八國聯軍之役後，大量天主教傳教士在中國傳教。天主教會隨後意識到亟需培養當地傳教人員之問題。
1911年7月12日，聖母聖心貞女會由蘇裴理斯主教創立於南滿教區，期望號召教區內有志獻身於天主教傳教事業的女性協助神父傳教，並投入教區之慈善事業。1913年10月15日，該組織招收首批志願者；蘇裴理斯主教委託法國籍「照顧會」（後稱「普照會」）修女領導組織。
1931年奉天教區衛宗藩主教向羅馬聖座申請使聖母聖心貞女會成為正式之修會。1932年7月5日，聖母聖心修女會經聖座批准成為正式之女性修會，組織英文名作「Srs. of the Sacred Heart of Mary」（縮寫作CSCM），專收中國籍女性成員，且加入須發願遵從「貧窮、貞潔、服從」之原則。
1948年初，瀋陽幾近捲入國共內戰，時任瀋陽惠華醫院院長之祁志英修女眼見地區局勢，為使本組織傳教使命得以延續，向瀋陽教區代理主教費聲遠神父請求安排組織之眾修女暫時離開東北及瀋陽地區。1948年10月14日，祁志英修女與本修會之34位修女，在經歷流徙跋涉後抵達于斌總主教為成員安排之工作場所，即位在南京紫金山麓玄武湖畔之「慈愛育嬰院」。1948年11月，包萬才（Francois Boschet）神父奉瀋陽教區代理主教費聲遠要求，攜帶費代理主教委任祁志英修女全權代理總會母（總理在瀋陽教區外之所有本修會會員事務）之委任書，抵達該修會位在南京之會院；祁修女向包神父提及有關臺灣之事宜，並獲包神父同意。1948年12月4日，祁志英會長於上海會見于斌總主教，于總主教建議眾修女前往臺灣高雄。繼祁志英會長之後，孫維清與周志純二位修女率領20多位修女和望會生等一行，自瀋陽前抵天津。孫維清修女率領的20多位修女們，經多方接洽，購得前往上海之船票，後於1948年12月8日抵達上海，與祁會長一行在上海會合。周志純修女率領20多位望會生於1948年11月初抵達青島，居住在費代理主教為修女們購置於青島市郊海渤村之住所。1948年12月，祁會長、吳英山修女和包萬才神父，自上海前往臺灣安排居留事宜；教友鍾宗廟答應協助修會成員定居於高雄。

### 臺灣時期
1949年1月5日，孫維清修女率領39位修女自上海乘船抵達基隆，後乘縱貫線之鐵路列車前往高雄，暫居於教友鍾宗廟之億記碾米廠。隨後，中國國民黨及國民政府等之政權在內戰中之態勢急速惡化，在北平及天津等地之修女應祁會長要求，迅速準備前往臺灣。1949年4月30日，包神父自中國大陸帶領眾修女抵達臺灣。
在青島之局勢迅速變化下，周志純修女在一位中華民國國軍軍官幫助下，於1949年5月率領5位修女及26位望會生乘船前往臺灣，暫居於位在臺中市民權路之宿舍。
1949年2月，修會在高雄大港埔購置不動產，開設惠華診所。 1949年7月，修會購得位在臺中市中區市府路103號之日本時代建造之日式木造二層建築，以作診所之所在地。1949年8月22日，修會舉辦「聖母聖心瞻禮」及惠華診所之開幕活動。1949年10月24日，在高雄的修女全數前往臺中。1949年12月4日，修會獲羅馬聖座批准成立初學院。
1950年3月，修會開始在花蓮地區傳教（後於2006年8月撤離該地區）。1950年5月，修會開始於石碇耶穌聖心天主堂從事任務（後於1952年5月撤離並轉赴基隆地區）。1950年8月，修會開始在淡水天主堂從事任務（後於1958年7月轉赴新店地區）。1950年11月，修會於臺中市民權路開辦「兒童福利站」，為惠中托兒所前身。
1951年5月，修會開始在澎湖馬公傳教（後於2004年8月撤離）。
1952年2月，修會設立於臺中市中華路一段之惠華托兒所開幕。1952年5月，修會開始於基隆市聖母升天堂之事業（後於1979年7月撤離）。
1953年3月，修會開始在大甲天主堂之事業（後於1963年撤離）。1953年11月，修會獲臺中市政府之許可成立惠中托兒所。
1954年2月，修會接管位在彰化縣羅厝村之孤兒院（後於1969年停辦並撤離人員）。
1960年8月11日，修會之新會憲獲羅馬聖座正式批准；隨後，修會改屬台中教區。
1962年10月，修會購地並創建曉明女中。1963年7月，修會獲臺灣省政府教育廳頒布之招生許可並開始招生。
1969年2月，修會開始於水湳天主堂之任務。
1981年8月，修會開始於蘆洲聖若瑟天主堂之任務。1985年2月，修會開始於土庫天主堂之任務。
1994年7月16日，漢口路之新建會院落成。同年開始年長者照護之事業。 因應高齡化社會所產生的老人問題，以及老人福利服務的卻乏，創辦長青大學，開始為銀髮族服務，每年至少服務超過3,000人次的長者，並選定臺中市太平區頭汴坑，作為設立、「老人福利服務園區」，辦理日間托老服務中心，照顧長者的身、心、靈，服務社區長者。
1998年推展社區照顧理念，於臺中市中區成立「曉明老人福利服務館」。
1999年為使「曉明老人福利服務館」提供完整的社區照顧服務，臺中市政府委託辦理「臺中市中西區居家服務支援中心」、2006年成立「曉明社區照顧關懷據點」、「惠華社區照顧關懷據點」，2009年辦理「惠華日間照顧服務中心」。
2001年成立「財團法人天主教曉明社會福利基金會」。
2003年擴大服務範圍，受臺中市政府委託辦理「臺中市第一婦女福利服務中心」現因縣市合併，改為「西大墩婦女福利服務中心」，提供特殊境遇婦女、一般婦女相關福利諮詢、心理諮商、法律諮詢服務、社區宣導教育暨推廣服務，同時每年度亦會辦理相關婦女成長課程，使臺中市女性有一個溫暖、學習自我成長、獲取社區資源的空間。
2007年因辦理高齡教育成效卓著、為落實社區老人照顧服務，及建立完整老人社區照顧服務網絡，成立「臺中市北區樂齡學習中心」、2012年成立「臺中市樂齡學習示範中心」，每年服務700人次以上的長者。

## 外部連結
- CSCM聖母聖心修女會